# 砂野幸稔
砂野 幸稔（すなの ゆきとし、1956年 - ）は、フランス語系アフリカ文学研究者、熊本県立大学教授。

## 来歴
滋賀県生まれ。1978年京都大学文学部仏文科卒、1986年同大学院文学研究科博士課程満期退学、熊本女子大学講師、1988年助教授、1994年熊本県立大学助教授、1998年教授。
2007年「ポストコロニアル国家と言語 フランス語公用語国セネガルの言語と社会」で京都大学博士(地域研究)。2008-2010年京都大学客員教授。

## 著書

### 単著
- 『ポストコロニアル国家と言語 フランス語公用語国セネガルの言語と社会』三元社 2007
- 『ンクルマ アフリカ統一の夢』山川出版社 2015

### 共編著
- 『アフリカのことばと社会 多言語状況を生きるということ』梶茂樹共編著 三元社 2009
- 『多言語主義再考 多言語状況の比較研究』編 三元社 2012

### 翻訳
- ファティマ・ミーア『ネルソン・マンデラ伝 こぶしは希望より高く』楠瀬佳子,神野明,前田礼,峯陽一,元木淳子共訳 明石書店 1990
- モンゴ・ベティ（フランス語版）『ボンバの哀れなキリスト』現代企画室 シリーズ<越境の文学/文学の越境> 1995
- エメ・セゼール『帰郷ノート・植民地主義論』平凡社 1997 のちライブラリー
- ルイ＝ジャン・カルヴェ（フランス語版）『言語学と植民地主義 ことば喰い小論』三元社 2006
- エメ・セゼール, シェイクスピア, ロブ・ニクソン, アーニャ・ルーンバ『テンペスト』本橋哲也編訳 小沢自然, 高森暁子共訳 インスクリプト 2007
- ルイ＝ジャン・カルヴェ『言語戦争と言語政策』今井勉,西山教行,佐野直子,中力えり共訳 三元社 2010